# Horismenus hypatia
Horismenus hypatia är en stekelart som först beskrevs av Girault 1915.  Horismenus hypatia ingår i släktet Horismenus och familjen finglanssteklar. Inga underarter finns listade i Catalogue of Life.